# Varvarin (selo)
Varvarin Selo (en serbe cyrillique : Варварин (село)) est une localité de Serbie située dans la municipalité de Varvarin, district de Rasina. Au recensement de 2011, elle comptait 1 597 habitants.
Varvarin (selo) est officiellement classé parmi les villages de Serbie.

## Démographie

### Évolution historique de la population
| 1948  | 1953  | 1961  | 1971  | 1981  | 1991  | 2002  | 2011  |
| ----- | ----- | ----- | ----- | ----- | ----- | ----- | ----- |
| 1 938 | 2 014 | 1 948 | 1 940 | 1 977 | 1 899 | 1 779 | 1 597 |

|  |

## Économie
Vararin selo abrite une usine de carrosserie qui dépend de la société 14. Oktobar de Kruševac.